# 118-as busz (Budapest)
A budapesti 118-as jelzésű autóbusz Szentlélek tér és az Óbudai autóbuszgarázs között közlekedik. A Kaszásdűlőt bejáró, feltáró jellegű vonalat a Budapesti Közlekedési Zrt. üzemelteti. A járműveket az Óbudai autóbuszgarázs állítja ki.

## Története
1974. január 2-án indult 18Y jelzéssel az előző nap megszűnt 5-ös villamos pótlására a Óbuda, Árpád híd – Szentendrei út – Bogdáni út – Hévízi út – Vörösvári út – Óbuda, Árpád híd útvonalon körjárati jelleggel. 1977. január 1-jén jelzését 118-asra módosították.
A kaszásdűlői lakótelep és az ipari negyed kiépüléséhez illeszkedve 1986. december 15-étől új útvonalon, a Bogdáni úti végállomás és Kunigunda útja megállóhely (az MVM Észak-Budai Fűtőerőműnél, a buszforduló ma a Dinamó utca nevet viseli) közlekedett. Az új 118-as a korábbi hurokvonal jelentős részét felhagyva a Bogdáni út – Huszti utca – Bojtorján (ma Bojtár) utca – Kunigunda útja útvonalon haladt.. 1990 júliusában útvonalát az Óbudai autóbuszgarázsig hosszabbították. A vonalon többnyire Ikarus 405-ös buszok jártak. 2008. szeptember 6-án mindkét irányban meghosszabbították, Óbuda vasútállomás és a Szentlélek tér között közlekedett. A 2008-as paraméterkönyv bevezetésétől Ikarus 260-as és Ikarus 412-es buszok közlekedtek. 2010. március 29-étől ezen a vonalon is csak az első ajtónál lehet felszállni, ekkor a Nógrád Volán Zrt. által kiadott Alfa Localo típusú buszok váltották fel a Ikarus 412-t a vonalon. A Nógrád Volán kivonulása miatt azonban 2012. május 1-jétől a VT-Transman adott ki erre a vonalra buszokat. Napjainkban a BKV Mercedes-Benz Citaro és Mercedes-Benz Conecto NG buszai járnak a vonalon.
2013. szeptember 16-ától 2015. augusztus 19-éig az autóbuszok csak a Szentlélek tér és az Óbudai autóbuszgarázs között közlekedtek a Budapest–Esztergom-vasútvonal felújítása miatt.
2016. március 30-án végállomása újra visszakerült – immáron végleges jelleggel – az Óbudai autóbuszgarázshoz, mert a vasútállomáshoz az újonnan épített Pomázi úti felüljáró miatt már nem tud eljutni. Helyette a 218-as busz a Pomázi úton és az Aranyvölgy úton közlekedik, a vonalán az Aranyvölgy úton a felüljárótól nem messze új megállóhelyet létesítettek, amely a 118-as busz korábbi végállomásához képest mintegy 400 méterrel került távolabb a vasútállomástól.
2025. március 1-jétől a Flórián téri felüljáró felújítása miatt a Szentlélek tér H felé közlekedő buszok a Pacsirtamező utcában kialakított visszafordítón keresztül érik el az Szentlélek teret, megállva a déli irányú Flórián tér megállóban. Az Óbudai autóbuszgarázs felé közlekedő buszok útvonala nem változott.

## Útvonala
| Óbudai autóbuszgarázs felé |
| Szentlélek tér H vá. – Tavasz utca – Flórián tér – Szentendrei út – Bogdáni út – Huszti út – Bojtár utca – Kunigunda útja – Áldomás utca, forduló – Kunigunda útja – Bojtár utca – Bécsi út – Pomázi út – Óbudai autóbuszgarázs vá. |
| Szentlélek tér felé |
| Óbudai autóbuszgarázs vá. – Törökkő utca – Csillaghegyi út – Bojtár utca – Huszti út – Bogdáni út – Szentendrei út – Flórián téri felüljáró – Serfőző utca – Árpád fejedelem útja – Szentlélek tér H vá.                            |

## Megállóhelyei
| 0  | Szentlélek tér H végállomás      | 14 | 29, 34, 106, 134, 137, 218, 226, 237 1, 1A                                                | Autóbusz-állomás, HÉV-állomás, Múzeum      |
| 1  | Flórián tér                      | ∫  | 9, 29, 34, 106, 111, 134, 137, 218, 226, 237 800, 815, 820, 821, 830, 832, 840, 848 1, 1A |                                            |
| 2  | Raktár utca                      | 10 | 9, 34, 106, 111, 134, 226                                                                 |                                            |
| ∫  | Bogdáni út                       | 8  | 9, 34, 106, 111, 134, 226                                                                 |                                            |
| 4  | Óbuda, Bogdáni út                | 7  | 9, 34, 106, 111, 134, 226                                                                 |                                            |
| 5  | Búza utca                        | 6  |                                                                                           |                                            |
| 6  | Szőlőkert utca                   | 5  |                                                                                           |                                            |
| 7  | Kaszásdűlő utca                  | 4  |                                                                                           |                                            |
| 8  | Bojtár utca 49.                  | 4  |                                                                                           | Dunabau Kft.                               |
| 9  | Kunigunda útja                   | ∫  |                                                                                           | Magyar Televízió székház                   |
| 9  | Áldomás utca                     | ∫  |                                                                                           | Fővárosi elektromos művek (ELMŰ) telephely |
| 10 | Dinamó utca                      | ∫  |                                                                                           |                                            |
| 10 | Áldomás utca                     | ∫  |                                                                                           |                                            |
| 11 | Kunigunda útja                   | 3  |                                                                                           | Magyar Televízió székház                   |
| 12 | Csillaghegyi út / Bojtár utca    | 2  |                                                                                           |                                            |
| ∫  | Magnólia utca                    | 1  |                                                                                           |                                            |
| 13 | Kisbojtár utca                   | ∫  |                                                                                           |                                            |
| 14 | Bojtár utca (Bécsi út)           | ∫  | 160, 218, 260 815, 820, 821, 830, 832, 840, 848                                           |                                            |
| 14 | Kubik utca                       | ∫  | 160, 218, 260                                                                             |                                            |
| 15 | Óbudai temető                    | ∫  | 160, 218, 260 820, 821, 830, 832, 840, 848                                                | Óbudai temető                              |
| 16 | Óbudai autóbuszgarázs            | ∫  | 160, 218 848                                                                              | Óbudai autóbuszgarázs                      |
| 16 | Óbudai autóbuszgarázs végállomás | 0  | 160, 218 848                                                                              | Óbudai autóbuszgarázs                      |